# 23750 Степсічен
23750 Степсічен (23750 Stepciechan) — астероїд головного поясу, відкритий 22 травня 1998 року.
Тіссеранів параметр щодо Юпітера — 3,524.